# Cartier Islet

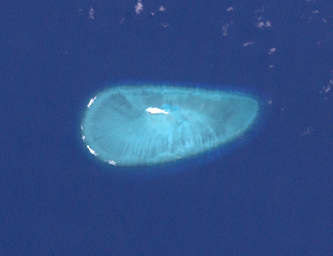
Cartier Islet

Cartier Islet är en ö i Australien. Den ligger i den nordvästra delen av landet, 3 600 km nordväst om huvudstaden Canberra. Den ligger i Ashmore- och Cartieröarna.